# Ambrose St. John
Pour les articles homonymes, voir Saint John.
Ambrose St. John, né en 1815 à Londres et décédé le 24 mai 1875 à Birmingham, est un linguiste et ecclésiastique anglican britannique converti au catholicisme en 1845. Devenu prêtre catholique il est connu pour sa grande proximité avec le saint cardinal John Henry Newman qui appréciait son amitié et soutien.

## Biographie

### Ministère et conversion
St. John naît et grandit à Hornsey, au nord de Londres, au sein d'une famille anglicane. Il est le fils d'Henry St. John, un descendant des barons St. John Bletso (en), et le petit-fils d'Andrew St. John, doyen de Worcester. Il fréquente l'école de Westminster puis la Christ Church d'Oxford, où il obtient une maîtrise universitaire ès lettres. C'est là qu'il rencontre John Henry Newman en 1843, alors que ce dernier, retiré de vie publique, réfléchit sérieusement à demander son admission dans l'Église catholique. 
Ordonné prêtre anglican en 1841, il devient vicaire d'Henry Wilberforce, d'abord à Walmer, puis à East Farleigh. Il rejoint ensuite Newman à Littlemore. Mais en septembre 1845, il le quitte pour se convertir au catholicisme. Un mois plus tard, c'est Newman qui rejoint la pleine communion avec l'Église catholique. Après un court laps de temps passé ensemble à Maryvale, ils se rendent à Rome, où ils sont ordonnés prêtres sous condition par le cardinal Giacomo Filippo Fransoni le 30 mai 1847. Ils entrent alors au sein de la Congrégation de l'Oratoire dont (avec le encouragements de Pie IX) ils fondent le premier oratoire en Angleterre: à Birmingham dès 1848. St. John se consacre totalement à l'œuvre missionnaire et participe à la fondation de l'école de l'Oratoire de Birmingham. 
Leur profonde amitié n'empêche pas Newman et St John d'être parfois en désaccord. Tandis que Newman - qui déclina toute invitation à participer au concile Vatican I (1870) - s'oppose à une définition d'un dogme sur l'infaillibilité pontificale, St. John traduisit peu avant sa mort The True and False Infallibility of the Popes une œuvre de Josef Fessler (en) défendant le dogme nouvellement proclamé.

### Relation avec Newman

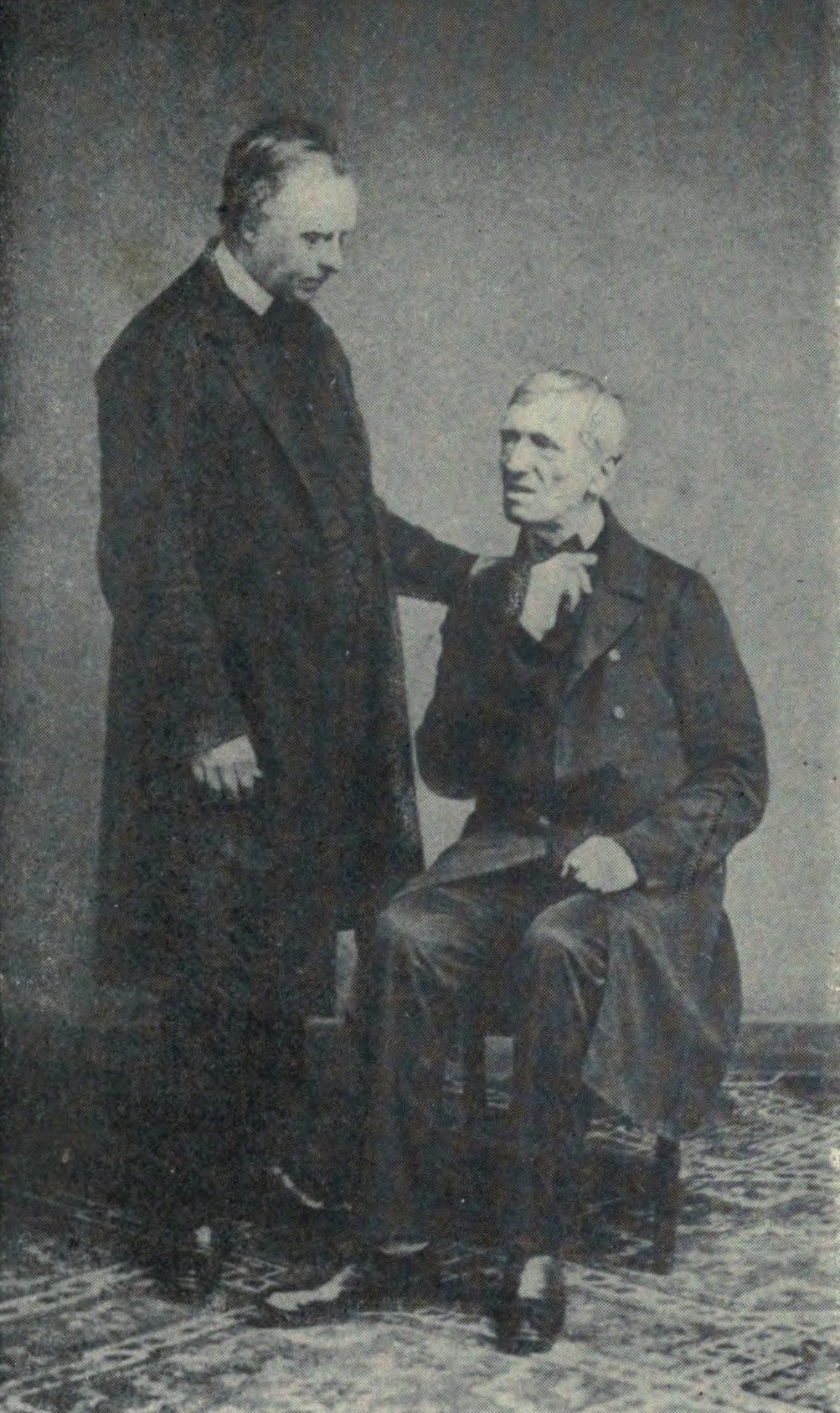
Les pères Newman et St. John.

Son amitié et sa vie en communauté religieuse avec John Henry Newman durèrent plus de 32 ans. À sa mort, ce dernier écrit : « Je pense que mon deuil est égal à celui d'une épouse ou d'un mari ; il est difficile de penser qu'une douleur puisse être supérieure à la mienne ». Il lui rend hommage dans son Apologia Pro Vita Sua et fait le vœu d'être enterré dans la même tombe que lui au cimetière de Rednall Hill (Birmingham). En 2008, le Saint-Siège ordonne cependant que leurs dépouilles soient séparées, en préparation d'une éventuelle canonisation de Newman. Les restes de Newman sont alors transférés en la basilique de l'Oratoire de Birmingham. 
En 2008, des associations homosexuelles ainsi que Peter Tatchell ont affirmé que les deux hommes entretenaient une relation homosexuelle. L'Église catholique répondit alors qu'« il est idiot de confondre amitié forte et chaste, prévalant à l'époque victorienne dans certains milieux ecclésiastiques, avec une relation gay pleinement assumée, comme on l'entend aujourd'hui ». D'autres ont condamné la tendance de la communauté gay à vouloir s'approprier les héros de l'histoire britannique : des militaires Horatio Herbert Kitchener et Bernard Montgomery à Newman en passant par Benjamin Disraeli.